# (73378) 2002 LJ6
2002 أل جاي 6 (ويعرف أيضًا باسم (73378) 2002 أل جاي 6 وفق تسمية الكوكب الصغير) (بالإنجليزية: 2002 LJ6)‏ هو كويكب ضمن حزام الكويكبات؛ وترتيبه 73378 من حيث الاكتشاف.
اكتُشف هذا الجُرم الفلكي بواسطة تعقب الأجرام القريبة من الأرض في 7 يونيو 2002.

## وصلات خارجية
- (73378) 2002 LJ6 في قاعدة بيانات مختبر الدفع النفاث لأجرام النظام الشمسي الصغيرة

- الاكتشاف · مخطط المدار ·  العناصر المدارية · المعلمات المادية

- (73378) 2002 LJ6 على موقع ويكي سكاي: DSS2, SDSS, GALEX, IRAS, Hydrogen α, X-Ray, Astrophoto, Sky Map, Articles and images